# Bartholomeus Breenbergh

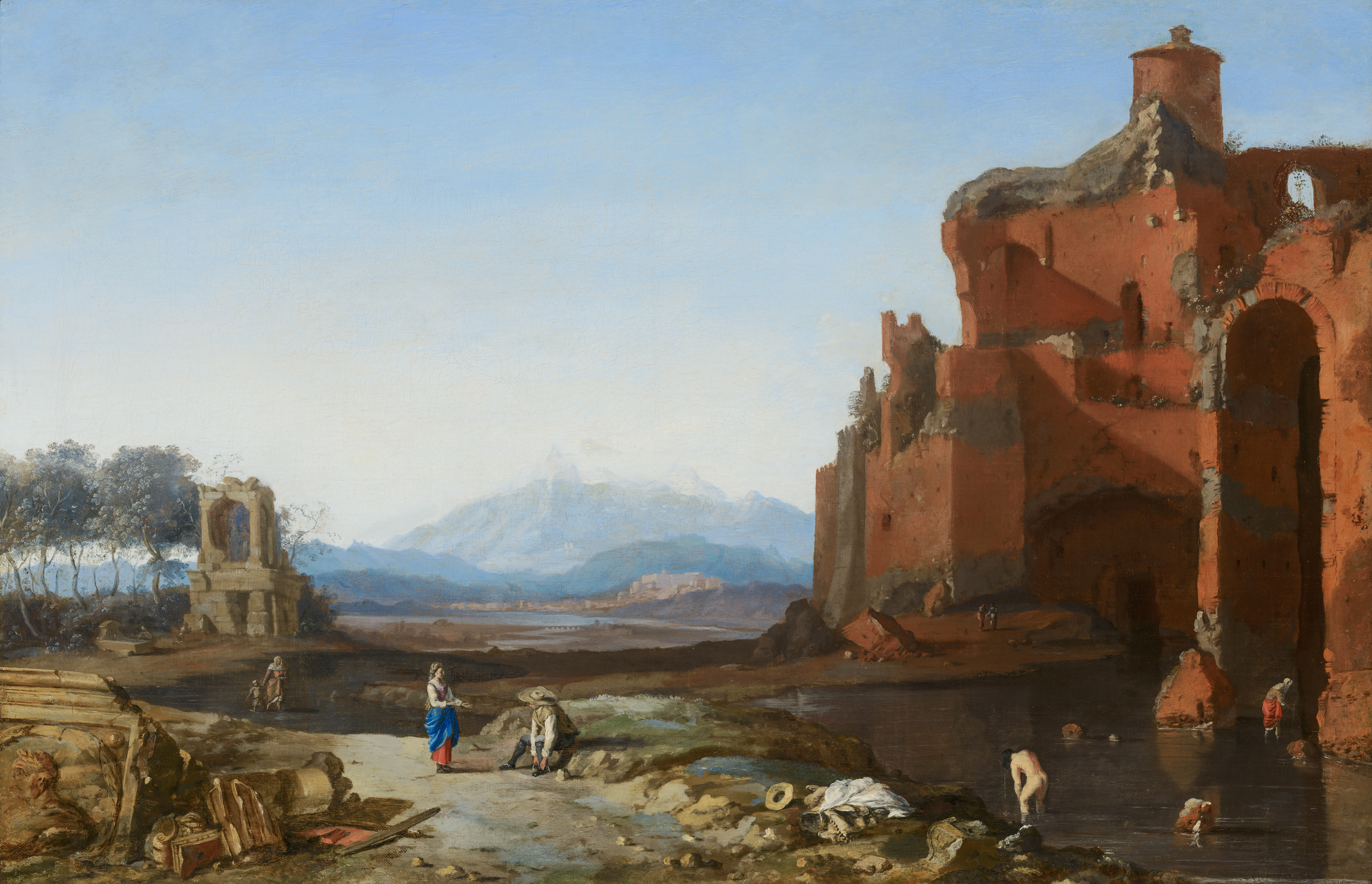
Italienische Landschaft

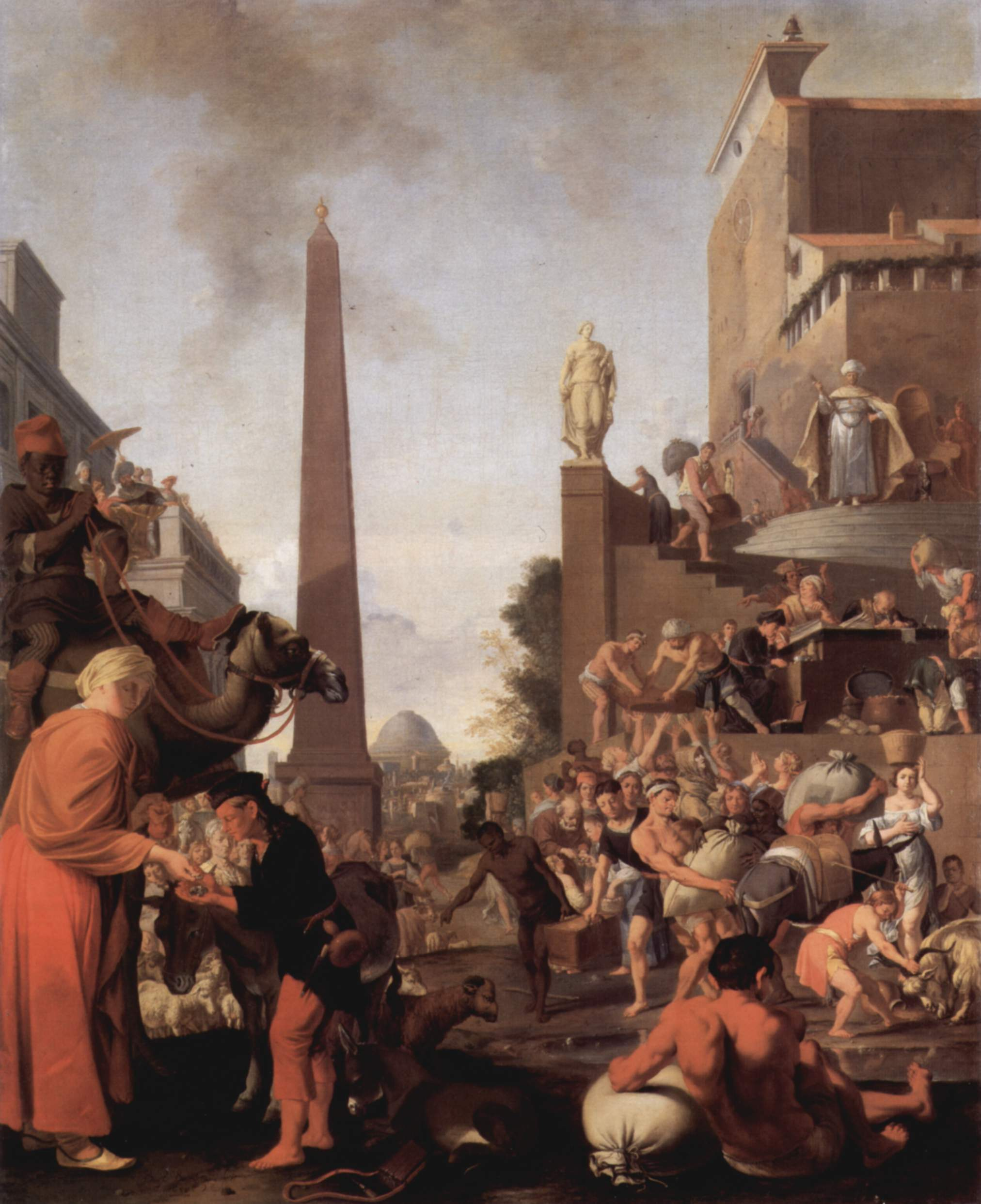
Joseph verkauft Korn

Bartholomeus Breenbergh (* getauft am 13. November 1598 in Deventer; † nach 5. Oktober 1657 in Amsterdam) war ein holländischer Maler und Radierer.

## Leben und Wirken
Breenbergh ging 1619 nach Rom, wo er der Schüler des Malers Paul Bril wurde. Bis zu dessen Tod am 7. Oktober 1626 arbeitete er mit diesem zusammen. Seinem künstlerischen Werk nach zu urteilen, wurde Breenbergh auch durch Cornelis van Poelenburgh und Adam Elsheimer beeinflusst mit denen er bei einigen Gemälden zusammen arbeitete, von denen aber die wenigsten noch existieren.
Zwischen 1627 und 1628 kehrte er in die Niederlande zurück und ließ sich 1633 in Amsterdam an dem Oostermarkt nieder. In seinem Atelier befreundete sich Breenbergh auch mit seinem Kollegen Pieter Potter, mit dem er am 15. Februar 1649 gemeinsam erwähnt wird.
Breenbergh arbeitete überwiegend als selbständiger Künstler, ließ aber gelegentlich seine Bilder von Poelenburg ausstaffieren. Die landschaftliche Umgebung, die er für seine meist biblischen und mythologischen Szenen wählte, sind oftmals die Ruinen des Kolosseums, der Tempel der Sibylle in Tivoli und ähnlich markante Bauwerke zu sehen. Darin folgte er seinem Lehrer Bril. In späteren Werken ging er zu einer figürlicheren Staffage über. Seine Bilder fanden im 17. und 18. Jahrhundert viele Liebhaber und waren in zahlreichen Museen vertreten, so unter anderem in Amsterdam, Den Haag, Antwerpen, Paris, Abbeville, Dresden, München, Kassel, Oldenburg, Schwerin, Frankfurt a. M., Mainz, Göttingen, Stockholm und Sankt Petersburg. Als eines seiner frühesten Werke gilt eine Landschaft mit Tobias von 1630 in der Ermitage in Sankt Petersburg, das späteste zeigt Joseph in Ägypten (datiert 1656) und befand sich in der Czernin’sche Gemäldegalerie in Wien.
Er fertigte auch einige Porträts, so vom Erzbischof Philippus Rovenius und von seinen Schwager, Anthonie Schellingwouw. Im 17. Jahrhundert wurden Joseph in Ägypten und der Märtyrertod des hl. Laurentius von Johannes de Bisschop und eine Szene aus der Geschichte des Elias von Pieter Nolpe nach ihm radiert, sowie eine Folge von Ruinen von M. Schaep. Im 18. Jahrhundert fertigten Therese Chenu, Baeheley, Daudet, Boissieu und weitere Künstler Kupferstiche und Radierungen nach seinen Werken an.
Er selbst ätzte einige Landschaften mit römischen Ruinen, darunter eine Reihe verfallener Gebäude (1640). Ein Selbstporträt von ihm wurde 1640 von Jacques Gabriel Huquier gestochen. 1644 schuf der Maler Jacob Adriaensz. Backer ein Porträt von Breenbergh, welches 1903 auf einer Ausstellung in Den Haag fälschlicherweise als ein Selbstporträt Backers gezeigt wurde. Erst viel später konnte der richtige Abgebildete verifiziert werden.
Breenbergh war in Rom 1620 einer der Mitbegründer der „Schilderbent“, einer niederländischen Malervereinigung.

## Lebensdaten
Die genauen Lebensdaten sind nicht bekannt, nach Gertraut Naumanns Recherche soll er 1599 in Deventer geboren, nach anderen Angaben aber bereits am 13. November 1598 dort getauft worden sein. Weitere Quellen geben Utrecht als Geburtsort an. Der Ort wird für einen Barthel Breenbergh ebenfalls angegeben, der einen ähnlichen Lebenslauf hat. Ebenso unklar ist sein genaues Todesdatum. Er muss allerdings vor dem 13. August 1659 gestorben sein, weil seine Frau zu dieser Zeit als seine Witwe verzeichnet wurde.

## Familie
Breenbergh heiratete er am 27. August 1633 Rebecca Schellingwouw; der Amsterdamer Prediger Anthonis Schellingwouw war vermutlich sein Schwager. Die Schwester seiner Frau Tryntien Schellingwouw war mit Heyndrick Bouwer vermählt. Er hatte einen Bruder Jacobus Breenborg.

## Werke (Auswahl)
- Joseph in Ägypten
- Märtyrertod des hl. Laurentius
- Morgen am Tiber
- Das Kolosseum